# لا-شاپل-او-سن
لا-شاپل-او-سن (انگلیسی: La Chapelle-aux-Saints)؛ یک کمون (فرانسه) در کورز دپارتمان‌های فرانسه در مرکز فرانسه است.